# Orthophlebiidae
Orthophlebiidae — вимерла родина скорпіонових мух, що існувала впродовж тріасу, юри та ранньої крейди (242—112 млн років тому). Викопні рештки представників родини знайдено в Європі, Азії та Австралії.

## Роди
- Choristopanorpa
- Cretacochorista
- Gigaphlebia
- Longiphlebia
- Mesopanorpa
- Mesorthophlebia
- Orthophlebia
- Parachorista
- Parorthophlebia
- Protorthophlebia
- Stenopanorpa